# Nicolò Rode
Pour les articles homonymes, voir Rode.
Nicolò Rode est un skipper italien né le 1er janvier 1912 à Mali Lošinj en Croatie et mort le 4 mai 1998 à Vérone.

## Carrière
Nicolò Rode obtient une médaille d'or olympique de voile en classe Star aux Jeux olympiques d'été de 1952 à Helsinki. Quatre ans plus tard, lors des Jeux olympiques d'été de 1956 à Melbourne, il remporte la médaille d'argent.